# 桑德兰
桑德蘭（英語：Sunderland，i/ˈsʌndərlənd/）是個位於英格蘭泰恩-威爾郡的大鎮。屬於桑德蘭市。
土生土長的桑德蘭人被稱作Mackem。

## 歷史

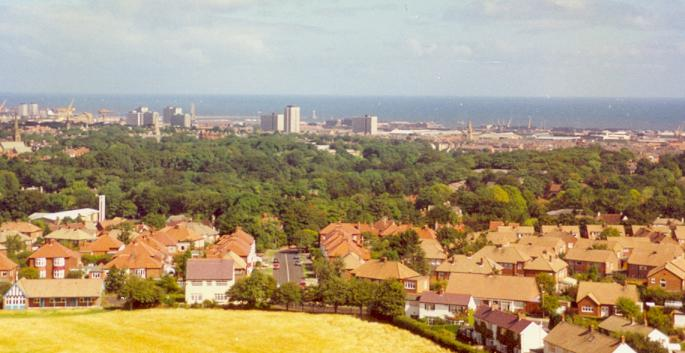
1989年時的新特蘭市

### 20世紀到今天
從前在本市發展蓬勃的重工業逐站被淘汰，新的輕工業工廠進駐了本市，例如日產汽車工廠。
在1990年後，威爾河的兩岸重新發展，在原建有船廠的位置興建了新興住宅、零售中心及商業區。在重建的時候也興建了國家玻璃中心（National Glass Centre）及桑德蘭大學。
在第二次世界大戰中，新特蘭是英格蘭被納粹德軍轟炸的最嚴重的地方之一。幸好不少有歷史價值的舊建築不受影響，得以保留下來。

## 地理
本市大多數部分位於與海岸平行的山脈上，位於海拔約80米。新特蘭被威爾河在市中心分隔。 

## 交通
- A19公路途經本市。
- 泰恩威爾地鐵在市內設有很多車站。
- 英國國鐵及泰恩威爾地鐵的新特蘭站位於本市。

## 體育
本市唯一的職業運動隊是在2026-2027年度在英超作賽的新特蘭足球會。他們的主場是位於市內的光明球場，為前曼聯球員堅尼首支執教球隊。他們是英格蘭老牌球隊。新特蘭和同在泰恩-威爾郡的紐卡素是宿敵，兩支球隊的交手稱為泰恩-威爾打比。

## 友好城市
- 法國 圣纳泽尔
- 中国 哈尔滨

## 外部連結
- Sunderland Echo – Local News, Sport, Community news, What's On Guide, Pictures （页面存档备份，存于）
- This is Sunderland – Visitors Guide, Places to visit, What's On Guide, Old Images Gallery
- Tide times at Sunderland from the BBC （页面存档备份，存于） and Easytide.